# 海獣ビヒモス
海獣ビヒモス (The Giant Behemoth／Behemoth, the Sea Monsterとも) は1959年に製作されたイギリス・アメリカ合作のSF・怪獣映画。アーティスト・アライアンス、ダイアモンド・ピクチャーズ製作。モノクロ。
ビヒモスは旧約聖書に書かれた想像上の獣で、陸を支配し海のレヴィアタンと敵対するものとされるが、この映画で登場するのは太古の水棲生物の生き残りである。

## ストーリー
米国の科学者スティーブ・カーンズは、核実験が海洋生物に与える危険性について警鐘を鳴らす。同じころ、イギリス沿岸部のコーンウォール州では、漁師が巨大生物に殺され、多くの魚の死体が打ち上げられる。カーンズとイギリスのピックフォード教授は、核実験により突然変異した巨大生物の仕業ではないかと疑う。
巨大生物はエセックス州に上陸し、古生物学者のサンプソン博士は、その巨大生物が、核実験の放射線を浴びたことで放射能電気パルスを発するパレオサウルスの生き残りであると特定する。博士はこの生物も被曝により瀕死だが、その前にロンドンに大惨事をもたらすだろうと警告する。
カーンズとピックフォードはテムズ川の封鎖を進言するが軍は取り合わない。そして巨大生物は、テムズ川のフェリーを転覆させ、ロンドン市街に上陸する。巨大生物の発する放射性電気パルスは逃げ遅れた人々を被曝させ大火傷を負わせる。巨大生物はロンドン橋を破壊し川に転落する。
カーンズとピックフォードの案で、ラジウムを充填した魚雷を打ち込み生物の死期を早める作戦を立てる。イギリス海軍の小型潜水艦X艇によりそれは実行され、巨大生物は死にその遺体はアメリカ東海岸に打ち上げられた。

## スタッフ
- 監督：ユージン・ルーリー、ダグラス・ヒコックス[2]
- 製作：デヴィッド・ダイアモンド、テッド・ロイド
- 脚本：ダニエル・ルイス・ジェームズ（ダニエル・ハイアット名義[3]）、ユージン・ルーリー
- 音楽：エドウィン・Ｔ・アストレイ
- 特殊効果：ウィリス・オブライエン

## キャスト
- スティーブ・カーンズ：ジーン・エヴァンス
- ジェームズ・ピックフォード教授：アンドレ・モレル
- ジョン：ジョン・タ－ナー
- サンプソン博士：ジャック・マッゴーラン

## 製作
『キング・コング』によりストップモーション・アニメーションの第一人者と言われたウィリス・オブライエンは、1949年の『猿人ジョー・ヤング』ではアカデミー視覚効果賞を受賞したものの興行的には失敗し、その後企画や作品に恵まれず、これが実質的に最後の作品となった。
企画段階では、不定形の放射性物質の物語であったが、配給会社の強い要望で、1953年の『原子怪獣現わる』に酷似したものとなったが、怪物が放射線を吸収するなどに原案の名残が見られる。
監督はその『原子怪獣現わる』や『怪獣ゴルゴ』の監督であるユージン・ルーリーが手掛けている。実写シーンはすべてロンドンを含むイギリスで撮影され、オブライエンによるストップモーション・アニメーションはロサンゼルスで撮影され合成された。本作の予算は非常に少なかったため、モンスターがフェリーを襲うシーンやロンドンに上陸するシーンは、『キングコング』の効果音がそのまま使われている。
Video Movie Guide 2002によると、オブライエンのストップモーション・アニメーションは悪くはなかったが、それは明らかに低予算の下で制作しなければならなかったという条件の下での評価である。実際オブライエンは、わずか２万ドルという低予算でこれを請け負っており都市破壊すら再現できなかった。また、撮影は盟友ピート・ピーターソンのガレージで行われたという。
映画評論家のグレン・エリクソンは『海獣ビヒモス』は『原子怪獣現わる』のコピーであり、構造や脚本は、古生物学者の立ち位置に至るまで酷似している、と指摘している。

## 公開
この映画は、1959年3月に"The Giant Behemoth"として米国で先に公開された。この際のバージョンは80分である。その際の監督名はユージン・ルーリーのみが記載され共同監督とされるダグラス・ヒコックスの名は記載されなかった。
英国では遅れて同年10月28日に公開された。当初"The Giant Behemoth"は72分に編集され全英映像等級審査機構で審査を受けたもののXレート（16歳未満禁止）と判定されてしまい、3日後さらに69分にカットされAレート（大人同伴であれば12歳未満も可）と認定されたが、その際タイトルを"Behemoth, the Sea Monster"と変更し公開された。なお、こちらのバージョンでは、監督名はダグラス・ヒコックスとユージン・ルーリーの連名となっている。

## 日本での公開
日本では劇場未公開。日本で発売されたDVDによると、過去50分程度にカットされたバージョンが地方TV局で放送されたのみとのこと。なお、本作品の邦題については、「大海獣～」「海獣～」「巨獣～」など表記にブレがある。
- 2009年にランコーポーレーションより激安DVDとして発売